# Annet
Annet (cornico Anet, gabbiano tridattilo) è la seconda per estensione delle circa cinquanta isole disabitate dell'arcipelago delle Isole Scilly, 1 km a ovest di St Agnes; l'isola ha una lunghezza di 1 km e una superficie di circa 22 ettari. L'isola, di aspetto pianeggiante, è quasi divisa un due da uno stretto istmo di terra in località West Porth, che, in alcune occasioni, viene coperto dalle onde. All'estremità settentrionale dell'isola si trovano le due formazioni granitiche di Annet Head e Carn Irish e tre formazioni più piccole note come The Haycocks. Gli affioramenti rocciosi sul versante meridionale dell'isola, come South Carn, sono più piccoli. Annet è un santuario degli uccelli e il principale sito di nidificazione delle Isole Scilly. L'isola è interdetta ai visitatori dal 15 aprile al 20 agosto di ogni anno per limitare le fonti di disturbo per gli uccelli marini nidificatori, in virtù dei quali l'isola è stata designata "Sito di Speciale Interesse Scientifico" (SSSI). Annet fa inoltre parte dell'"Area di Eccezionale Bellezza Naturale" delle Isole Scilly, della "Isles of Scilly Heritage Coast" e della "Isles of Scilly Important Plant Area" L'isola è gestita dall'"Isles of Scilly Wildlife Trust", che la riceve in locazione dal Ducato di Cornovaglia.

## Storia
Le tracce di insediamenti umani su Annet sono scarse, se si escludono le fondamenta di una capanna preistorica a pianta circolare, un frammentario sistema di campi coltivati e diverse collinette artificiali di patelle. Sono state rinvenute ossa di bestiame e di pecore, il che indica che questi animali sono stati mangiati sull'isola e che probabilmente vi pascolavano. È stata avanzata la proposta di designare l'intera isola di Annet come Monumento Antico di importanza nazionale. Il nome dell'isola compare per la prima volta nel 1302 con la grafia Anet; si riscontrano anche le grafie Anete (1305), Anet (1339), Agnet (1570) e Agnet iland o Annett (1650).
Nel XIX sec. Annet fu ″utilizzata come pascolo dagli abitanti di altre isole″, per quanto, data la presenza di un'unica fonte di acqua dolce, il numero di animali al pascolo non può essere stato elevato.
La SS Castleford urtò gli scogli di Crebawethan nel giugno del 1877: una parte del carico, costituito da un numero di capi di bestiame compreso tra 250 e 450, raggiunse l'isola e vi rimase per una decina di giorni. Gurney (1889) scrisse che ″… gli animali calpestavano qualsiasi cosa e avrebbero causato un notevole danno al culmine della stagione nidificatoria delle berte e dei petrelli″. Sembra improbabile che molti animali possano essere rimasti sull'isola per dieci giorni, vista la scarsità di acqua dolce. Il bestiame fu trascinato a riva sulle coste della Cornovaglia fino a Mount's Bay e a St Ives. Un'altra nave naufragata nella stessa zona, la Thomas W Lawson, disperse il suo carico di petrolio il 14 dicembre 1907, provocando la morte di numerosi uccelli. Nel 1971 Rex Cowan ritrovò il relitto della VOC Hollandia: al suo interno venne rinvenuta una grande quantità di monete oltre a cannoni di bronzo e mortai. La nave urtò Gunner Rock il 13 giugno 1743, provocando la morte di 276 persone.

## Storia naturale
Dal punto di vista geologico, Annet è costituita da granito ercinico ricoperto da depositi di terrazze costiere. All'estremità meridionale si trova uno "spesso letto di terra, parzialmente sabbioso". L'isola si presenta piatta, con un'elevazione massima di 18 metri, e le coste sono costituite da spiagge di sassi accumulati dalle tempeste. L'effetto congiunto dell'esposizione ai venti, della nebbia salina e dell'assenza di rilievi limita la biodiversità a sole 53 specie di piante vascolari censite. L'area settentrionale è dominata da un manto denso e ben sviluppato di armeria marittima (Armeria maritima), mentre nell'area settentrionale predominano dense popolazioni di felci aquiline (Pteridium aquilinum), rovi comuni (Rubus fruticosus) e bluebell (Hyacinthoides non-scripta), con alcuni carici (Carex arenaria) e bambagione (Holcus lanatus). All'interno di alcune spiagge di sassi si sono sviluppati boschetti di malvone maggiore (Lavatera arborea). Sull'isola crescevano anche alcune sparse colonie di rumice delle rocce (Rumex rupestris), finché nel 1982 una tempesta ha spazzato via alcune delle spiagge di sassi; rimane un'unica colonia in un angolo di spiaggia relativamente protetta nella zona meridionale dell'isola, nei pressi di una fonte di acqua dolce. Annet rappresenta la ″roccaforte britannica″ per il lichene Roccella fuciformis.
La seguente descrizione dell'isola, pubblicata nel 1964 e offerta da Hilda Quick, residente su St Agnes, è ancora oggi pertinente:
″Molti rimangono delusi per il fatto di non poter visitare il famoso santuario degli uccelli, ma, in effetti, non c'è molto da vedere oggigiorno. Cadaveri di berte sparsi qua e là (vittime dei gabbiani), parecchie grandi colonie di gabbiani, alcune beccacce di mare, pispole delle rocce e scriccioli. Camminare sull'isola è terribile, dato che si deve passare sopra pietre instabili nascoste dall'erba alta, alcuni roveti e felci, e goffi, grossi ammassi di brughiera. Il motivo per cui Annet è famosa sono le sue colonie di berte minori atlantiche e di petrelli; ma, dal momento che nidificano sotto terra, e vanno e vengono solo col favore dell'oscurità, durante il giorno non c'è nulla da vedere che li riguardi. Se si deve campeggiare di notte, non curandosi del freddo pungente, si deve prima ottenere un permesso speciale. Le pulcinelle di mare, che erano solite nidificare qui in tali quantità, che i loro corpi erano utilizzati per pagare l'affitto, ora sono poche e si possono osservare meglio da una barca quando nuotano sull'acqua″.

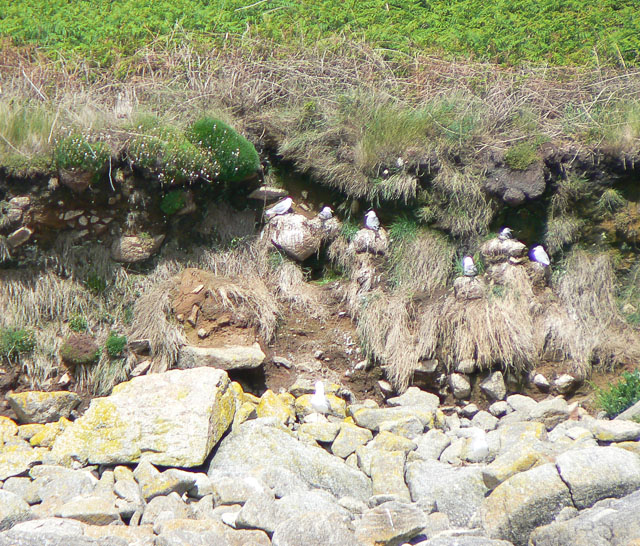
Gabbiani tridattili su Annet

### Fauna
Annet è considerata una colonia di uccelli marini di eccezionale importanza. Vi nidificano dodici specie, due delle quali, l'uccello delle tempeste europeo (Hydrobates pelagicus) e lo zafferano (Larus fuscus) hanno popolazioni di rilevanza nazionale nell'ambito del Regno Unito. L'uccello delle tempeste di riproduce tra le pietre delle spiagge meno soggette all'azione delle maree. Si riproduce su Annet anche la maggiore popolazione di berte minori atlantiche delle Isole Scilly, mentre le altre specie che vi si riproducono annualmente sono la pulcinella di mare (Fratercula arctica), il mugnaiaccio (Larus marinus), la gazza marina (Alca torda), il gabbiano tridattilo (Rissa tridactyla), il fulmaro (Fulmarus glacialis), il gabbiano reale nordico (Larus argentatus) e il marangone dal ciuffo (Phalacrocorax aristotelis). La sterna comune (Sterna hirundo) nidifica sull'isola la maggior parte degli anni, così come il cormorano (Phalacrocorax carbo) e, molto più di rado, la sterna artica (Sterna paradisaea).

#### Uccelli nidificatori
Annet è stata a lungo famosa per essere l'isola preferita dagli uccelli nidificatori; Jessie Mothersole, a seguito di una visita nel 1910, la descrisse in questi termini:
″Annet è conosciuta con il nome di "Isola degli Uccelli", per via dell'immensa quantità che vi nidifica. All'inizio dell'estate il mare attorno all'isola si presenta nero per le pulcinelle di mare e le gazze marine, i cui petti bianchi si notano appena quando sono sedute sulla superficie dell'acqua; e l'aria è ugualmente scurita da nuvole di gabbiani e piena delle loro grida incessanti. Le pulcinelle di mare (dette anche pappagalli di mare) si sono riprodotte sull'isola da tempo immemorabile″.
Il numero degli uccelli nidificatori si è ridotto nel corso degli anni e negli ultimi 150 anni sono state segnalate delle minacce per la loro popolazione.

J. H. Gurney visitò l'isola nel maggio del 1887 è stimò la popolazione in 200 coppie. Riferì: 
″Pochi giorni prima della nostra visita, su Annet c'è stata una terribile ruberia di berte o delle loro uova, o di entrambe, e l'estremità meridionale dell'isola si presentava scavata in tutte le direzioni. Malgrado ciò, non abbiamo avuto difficoltà a trovare gli oggetti della nostra ricerca; infatti il terreno era talmente bucherellato, che in alcuni punti è impossibile evitare di inciampare nei loro domicili e di irrompervi dentro.″
 La ruberia citata da Gurney fu condotta da abitanti di Tresco, che per questo furono portati in giudizio di fronte al Lord Proprietor, Dorrien–Smith; Gurney non dà informazioni sulla loro condanna, se ce ne fu una. Egli segnala anche che Annet era l'unica isola senza topi. Poche settimane dopo, il bestiame imbarcato sulla SS Castleford approdò sull'isola dopo che la nave ebbe urtato i vicini scogli di Crebawethan: si dice che gli animali abbiano calpestato qualunque cosa, rotto tutti i nidi delle berte, probabilmente uccidendo molti uccelli, e mandato tutto in rovina. Un altro naufragio, quello della Thomas W Lawson del 14 dicembre 1907, provocò lo spandimento del carico di petrolio e molti dei conigli e degli uccelli di Annet ″furono visti giacere sulla spiaggia″. Ancora diciotto mesi più tardi, era ancora possibile sentire l'odore del petrolio sulla vicina St Agnes.
All'epoca della visita di Jessie Mothersoles nel 1910, ai visitatori era concessa una permanenza sull'isola di una sola ora ed era vietato sparare e raccogliere uova. Nonostante ciò, Annet compariva ai primi posti nella lista dei posti da visitare per la raccolta delle uova. Esaminando la collezione di uova del Museo di Storia Naturale di Londra, si riscontrano 45 uova prelevate su Annet tra il 1880 e il 1936 da 14 persone singole e da un gruppo del Holloway College; senza dubbio molte altre uova si trovano in collezioni private. I nomi riportati sui cartigli informativi comprendono famosi esperti naturalisti, come Charles Rothschild e Frederick William Frohawk. Una prova di quanto all'epoca la raccolta di uova fosse comune e accettabile è l'emissione, da parte del funzionario A.A. Dorrien–Smith di Tresco, di permessi giornalieri per la visita delle isole disabitate. Il cartiglio informativo relativo a tre uova conservate nel Museo di Storia Naturale di Londra comprende un permesso di sbarco su Annet del 24 maggio 1931 e consentiva ai fratelli Souter di sbarcare su qualsiasi isola, a eccezione dei siti di nidificazione delle sterne, per un'ora.
Uccello delle tempeste europeo
Gli unici luoghi di riproduzione dell'uccello delle tempeste europeo in Inghilterra si trovano sulle Isole Scilly, con undici colonie e una stima di 1475 siti occupati (ossia coppie nidificanti). Annet vanta la maggior quantità di siti occupati: 938 in base al Censimento degli Uccelli Marini del 2000, diminuiti a 788 durante un successivo censimento nel 2006.
Altre specie
Il più recente censimento degli uccelli marini sulle Isole Scilly è stato il Seabird 2000: su Annet furono trovati 209 nidi occupati da cormorani, su un totale di 1109 nell'intero arcipelago. Sulle Scilly, questi uccelli si riproducono quasi esclusivamente sulle spiagge rocciose o negli anfratti delle basse scogliere. Le tane occupate dalla berta minore atlantica sono state stimate in 123 su un totale di 201 nell'intero arcipelago – con un calo del 74% rispetto a un precedente censimento nel 1974.

#### Mammiferi
L'istituzione Natural England (in precedenza English Nature) ha avviato un programma di derattizzazione negli anni novanta; il posizionamento delle esche è attualmente effettuato dal Wildlife Trust. I ratti delle chiaviche (Rattus norvegicus) sono stati debellati da Annet e uno studio di fattibilità ha dimostrato che la rimozione dei ratti da St Agnes e Gugh avvantaggerebbe anche Annet, in quanto eliminerebbe quella che è verosimilmente la principale fonte di invasione. Sull'isola è stata segnalata la presenza della crocidura minore (Crocidura suaveolens) e del coniglio selvatico europeo (Oryctolagus cuniculus).
Gli escrementi di un gabbiano, rinvenuti nel 2002, contenevano il cranio di un piccolo mammifero che, una volta esaminato, si rivelò essere una arvicola acquatica europea (Arvicola amphibius), specie la cui presenza non è mai stata segnalata sulle Isole Scilly. L'arvicola è estinta anche nel più plausibile sito di provenienza sulla terraferma, la Cornovaglia, e il luogo di provenienza dell'animale resta pertanto sconosciuto.

#### Invertebrati
L'entomologo Austin Richardson effettuò delle visite annuali sulle Isole Scilly dal 1956 al 1962, registrando le falene e le farfalle. Il 14 settembre 1958, durante una visita su Annet, osservò una Utetheisa pulchella, una falena migratrice le cui larve non sono mai state segnalate in Gran Bretagna. Richardson non osservò nessuna larva del bombice del trifoglio (Lasiocampa trifolii), ma esse vennero segnalate l'agosto successivo. K. Smith visitò Annet nel mese di giugno 1961 per osservare i ditteri e riscontrò anche una falena, la Arctia caja.

### Flora
All'epoca della pubblicazione del testo di Job Edward Lousley "Flora" nel 1971, su Annet erano censite 53 specie di felci, piante da fiore ed erbe. Si riporta l'elenco completo:-
- Felce aquilina (Pteridium aquilinum)
- Asplenio marino (Asplenium marinum)
- Ranuncolo favagello (Ranunculus ficaria)
- Coclearia medicinale (Cochlearia officinalis)
- Coclearia danese (Cochlearia danica)
- Viola canina (Viola riviniana)
- Viola silvestre (Viola reichenbachiana)
- Peverina a quattro stili (Cerastium diffusum)
- Centocchio comune (Stellaria media)
- Sagina maritima
- Spergularia delle rocce (Spergularia rupicola)
- Barbabietola di mare (Beta vulgaris subsp. maritima)
- Atriplice prostrata (Atriplex prostrata)
- A. glabriuscula
- A. laciniata
- Kali turgida
- Malvone maggiore (Lavatera arborea)
- Geranio volgare (Geranium molle)
- Becco d'airone (Erodium maritimum)
- Ginestrino (Lotus corniculatus)
- Uccellina minore (Ornithopus perpusillus)
- Rovo comune (Rubus fruticosus)
- Sedum anglicum
- Ombelico di Venere comune (Umbilicus rupestris)
- Finocchio marino (Crithmum maritimum)
- Acetosa minore (Rumex acetosella)
- Romice crespo (Rumex crispus)
- Romice delle rocce (Rumex rupestris), segnalato in diversi posti

- Ortica (Urtica dioica)
- Armeria marittima (Armeria maritima)
- Nontiscordardimé ramosissimo (Myosotis ramosissima)
- Morella rampicante (Solanum dulcamara)
- Morella comune (Solanum nigrum)
- Piantaggine barbarella (Plantago coronopus)
- Caglio asperello (Galium aparine)
- Senecione di San Giacomo (Senecio jacobaea)
- Senecione delle selve (Senecio sylvaticus)
- Senecione comune (Senecio vulgaris)
- Tripleurospermum maritimum, incluse alcune piante con fiori doppi
- Cardo minore (Carduus tenuiflorus)
- Cardo asinino (Cirsium vulgare)
- Crespigno spinoso (Sonchus asper)
- Bluebell (Hyacinthoides non-scripta)
- Carice (Carex arenaria)
- Erba della pampa (Sieglingia decumbens)
- Festuca rossa (Festuca rubra)
- Logliarello marino (Catapodium marinum)
- Fienarola annuale (Poa annua)
- Dattile (Dactylis glomerata)
- Gramigna delle spiagge (Elytrigia juncea subsp. boreoatlantica)
- Bambagiona (Holcus lanatus)
- Agrostis stolonifera